# 도넛경제학
도넛경제학(영어:Doughnut economics)은 영국의 경제학자 케이트 레이워스가 창안한 21세기경제학 이론이다. 여기서 말하는 도넛은 인간의 사회적 기초가 충족되면서 지구의 생태적 한계를 넘어가지 않는 두 경계 사이의 도넛과 비슷하게 생긴 최적 지점을 뜻한다.
성장을 목표로 한 자기 완결적 시장을 전제로 하는 20세기 경제학의 사고방식에서 벗어나, 21세기 경제학은 번영을 목표로 사회와 자연에 묻어든 경제로 전환함을 주장한다. 지속 가능한 발전을 생각하는 사회적 기업가, 정치 활동가, 환경 운동가들에게 호응을 얻으며 국제적인 영향을 미치고 있다. 2020년에는 도넛경제학의 아이디어를 행동으로 옮기기 위한 '도넛 경제학 액션 랩'(영어: Doughnut economics action lab, 줄임말: DEAL)이 출범했다.

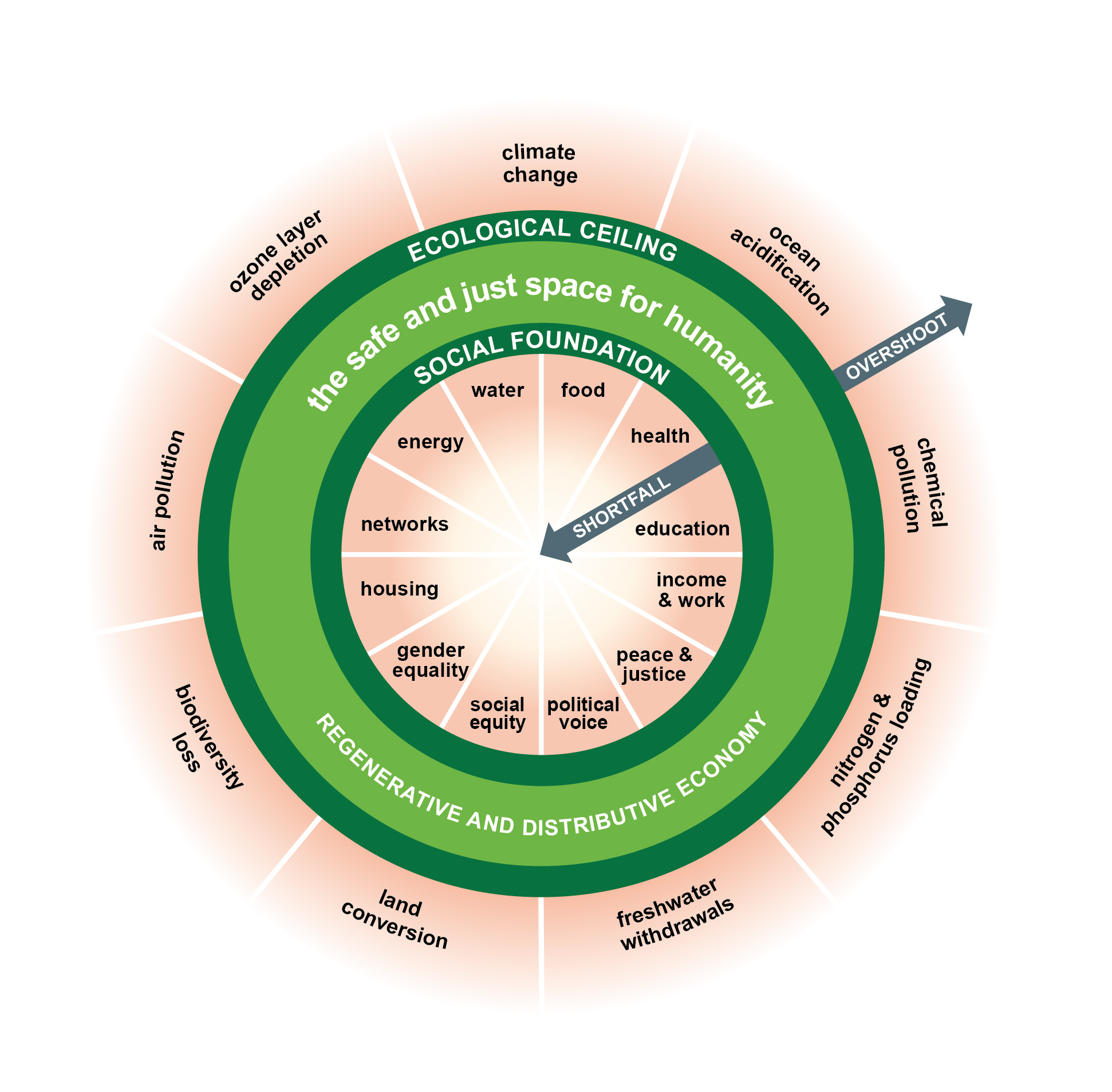
사회적 기초와 생태적 한계 사이에 인류를 위한 안전하고 정의로운 공간을 설명하는 도넛 형태의 그림

## 관련 도서
- 《도넛경제학》, 홍기빈 옮김, 도서출판 학고재, 2018년.

## 같이 보기
- 생태경제학